# Три этюда для распятия
«Три этюда для распятия» (англ. Three Studies for a Crucifixion) — триптих британского художника ирландского происхождения Фрэнсиса Бэкона, созданный в марте 1962 году. Каждое из трёх его полотен имеет размеры 198,1 на 144,8 см. Ныне эта работа хранится в коллекции Музее Соломона Гуггенхейма в Нью-Йорке.

## История
Фрэнсис Бэкон создал ряд работ по мотиву библейского сюжета о распятии, к которым относятся его ранние картины «Распятие» и «Распятие с черепом» (обе 1933 года). Его «Рана для распятия» (также 1933 года) была представлена на первой персональной выставке Бэкона в феврале 1934 года, но была уничтожена им после отрицательных отзывов. Его слава как художника пришла благодаря успеху его первого большого триптиха «Три этюда к фигурам у подножия распятия», написанного в 1944 году. В 1950 году Бэкон создал «Фрагмент распятия», также имевший резонанс. Художник вернулся к формату триптиха в 1962 году с картиной «Три этюда для распятия», которая зачастую рассматривается в качестве границы между его ранним и зрелым периодами творчества. Он возвращался к теме распятия ещё дважды, создав триптихи «Распятие» в 1965 году и «Вторую версию триптиха 1944» в 1988 году, последняя являлась переработкой его же шедевра 1944 года. В искусстве атеиста Бэкона тема распятия относится не только к смерти Христа, но и к любому образу телесного страдания, боли и умерщвления.
«Три этюда для распятия» были созданы в течение примерно двух недель, в рамках подготовки к его первой ретроспективной выставке в Галерее Тейт в Лондоне в 1962 году. Бэкон создавал каждое полотно отдельно, а затем работал над ними в группе, часто находясь в состоянии сильного алкогольного опьянения или похмелья. Позже он отмечал, что это произведение являлось одной из немногих его работ, которую он смог сделать будучи нетрезвым. Бэкон предполагал, что алкоголь помог ему быть немного свободнее. Триптих был одним из 91 произведения Бэкона (около половины всех на то время), показанных в Галерее Тейт в том году. «Три этюда для распятия» были выставлены тогда с ещё не высохшей краской.

## Описание
Триптих является монументальным по масштабу, в два раза превышающему размеры (в четыре раза по площади) работы 1944 года «Три этюда к фигурам у подножия распятия». Человеческие фигуры были изображены почти в натуральную величину. Бэкон намеренно связывал бойню животных с распятием. В средневековых триптихах части обычно предназначались для чтения в хронологической последовательности: с Христом, несущим крест в левой панели, распятием в центральной и со снятием с креста в правой. Или же в них изображалась одна сцена с распятием Христа и двух других преступников. Однако Бэкон хотел, чтобы его триптих был прочитан как три отдельных сцены, не связанных временной или пространственной непрерывностью. В «Трёх этюдах для распятия» сюжеты трёх отдельных полотен не кажутся взаимодействующими или взаимосвязанными, но они показаны с похожими простыми фонами: оранжевым полом, соединённым с изогнутой красной стеной, пронизанной чёрными отверстиями.
На левой части триптиха изображены две фигуры в мясной лавке с кусками мяса на прилавке. Центральная часть занята окровавленным человеческим телом, корчащимся на кровати, с белой точкой на ноге, возможно, шрамом от ногтя. Сама же сцена распятия по сравнению с традиционными триптихами, посвящёнными этой теме, перемещена с центральной панели на правую, где она представлена фигурой выпотрошенной туши, которая скользит вниз по кресту. Её искажённая форма является отсылкой (но перевёрнутой) к телу Христа в работе XIII века Чимабуэ «Распятие», на неё также повлияла «Туша быка» Рембрандта.
Позднее Бэкон говорил, что художнику нужно помнить о великой красоте цвета мяса и то, что люди сами являются мясом, потенциальными тушами.
Альтернативная интерпретация триптиха Майкла Пеппиата заключается в том, что яростное отрицание Бэконом любой автобиографической истории в этой работе указывает на совершенно противоположное. Пеппиат предполагает, что три его части связаны с уходом Бэкона из дома, неудовлетворительным сексуальным опытом в Берлине и смертью самого Бэкона.